# جود هيل
جود هيل هو ممثل من أيرلندا الشمالية ولد في 1 أغسطس 2010، أشتهر بدوره في فيلم بلفاست (فيلم).

## روابط خارجية
- جود هيل على موقع IMDb (الإنجليزية)
- جود هيل على موقع ألو سيني (الفرنسية)
- جود هيل على موقع قاعدة بيانات الفيلم (الإنجليزية)